# Momodou L. K. Sanneh

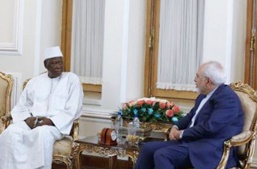
Momodou Lamin Sanneh und Mohammed Dschawad Sarif (2017)

Momodou L. K. Sanneh (* 1942 in Batelling) ist ein gambischer Politiker.

## Leben
| Parlamentswahl | Stimmen | Stimmanteil |
| -------------- | ------- | ----------- |
| 1966           | 408     | 10,52 %     |
| 1972           | 1.368   | 39,71 %     |
| 1977           | 1.602   | 41,95 %     |

| Parlamentswahl | Stimmen | Stimmanteil |
| -------------- | ------- | ----------- |
| 2007           | 2.098   | 47,69 %     |

Momodou L. K. Sanneh wurde 1942 in Bateling im Distrikt Kiang West in der Lower River Region geboren. Er besuchte von 1949 bis 1956 die Grundschule in Dumbutu, die Dumbuto Lower Basic school. Später wechselte er noch auf die Kiaf Lower Basic school. Von 1959 bis 1964 besuchte er in Bathurst (heute Banjul) die Crab Island Secondary School. Nach der Schule schloss er sich erst mal der Police Force an.
Zwischen 1972 und 1976 war Sanneh bei der ehemaligen Gambia Utilities Cooperation (jetzt NAWEC) beschäftigt, danach als Büroleiter beim nigerianischen Hochkommissar bis 1998.
Sannehs politische Aktivität begann, als er bei der Wahl zum Parlament 1966 als unabhängiger Kandidat im Wahlkreis Western Kiang in der Mansakonko Administrative Area antrat. Mit 10,52 % der Stimmen konnte er den Wahlkreis nicht gewinnen, er unterlag seinen Gegenkandidaten Amang S. Kanyi (PPP). Bei der Wahl zum Parlament 1972 trat er erneut als unabhängiger Kandidat im selben Wahlkreis an. Mit 39,71 % der Stimmen konnte er den Wahlkreis wieder nicht gewinnen, er unterlag seinen Gegenkandidaten Howsoon O. Semega-Janneh (PPP). Danach schloss sich Sanneh der National Convention Party (NCP) an. Bei der folgenden Wahl zum Parlament 1977 trat er erneut gegen Semega-Janneh im selben Wahlkreis an. Mit 41,95 % der Stimmen unterlag er auch diesmal Howsoon O. Semega-Janneh.
Bei der Wahl zum Parlament 2007 als er als Kandidat der United Democratic Party (UDP) im Wahlkreis Kiang West an. Mit 47,69 % der Stimmen konnte er den Wahlkreis vor Khalifa Kambi (APRC) für sich gewinnen. Er wurde für diese Legislaturperiode zum Sprecher der Minderheitsfraktion (englisch Minority Leader) gewählt. Gleichzeitig war er in dieser Legislaturperiode nominierter Abgeordneter des Parlaments der Westafrikanische Wirtschaftsgemeinschaft (engl. ECOWAS; Economic Community of West African States).
Bei der Wahl zum Parlament 2012 boykottierten die Oppositionsparteien die Wahl, so dass der Wahlkreis ohne Gegenkandidaten von Yahya Dibba (APRC) eingenommen wurde. Im Juli 2016 wurden er und 19 weitere Mitglieder der UDP wegen Teilnahme an einem Straßenprotest gegen Jammehs Regime festgenommen. Sie wurden am 20. Juli zu drei Jahren Haft verurteilt.
Nach dem Regierungswechsel 2016 ließ Adama Barrow alle politischen Gefangene frei. Sanneh trat zu den Parlamentswahlen 2017 nicht zur Wahl an, er gehörte nach der Wahl aber zu den fünf vom Präsidenten Barrow ernannten Mitgliedern des Parlaments an. Sanneh nahm die Funktion des stellvertretenden Parlamentssprechers, neben der Parlamentssprecherin Mariam Jack-Denton, ein.

## Auszeichnungen und Ehrungen
- vor 1994: Titel Justice of Peace (JP)
- April 2012: Member of the Order of the Republic of The Gambia (MRG)[1]